# Rene Barrientos
Pour les articles homonymes, voir Barrientos.
Rene Barrientos est un boxeur philippin né le 25 juillet 1943 à Balete[Laquelle ?].

## Carrière
Passé professionnel en 1962, il remporte le titre vacant de champion du monde des poids super-plumes WBC le 15 février 1969 après sa victoire aux points contre Ruben Navarro. Barrientos perd son titre le 5 avril 1970 face au japonais Yoshiaki Numata puis devient champion d'Asie OPBF de la catégorie. Il met un terme à sa carrière en 1978 sur un bilan de 39 victoires, 7 défaites et 2 matchs nuls.

## Référence
1. ↑  (en) 1969-02-15 Rene Barrientos w pts 15 Ruben Navarro, Araneta Coliseum, Manila, Philippines - WBC